# Tutbury Castle

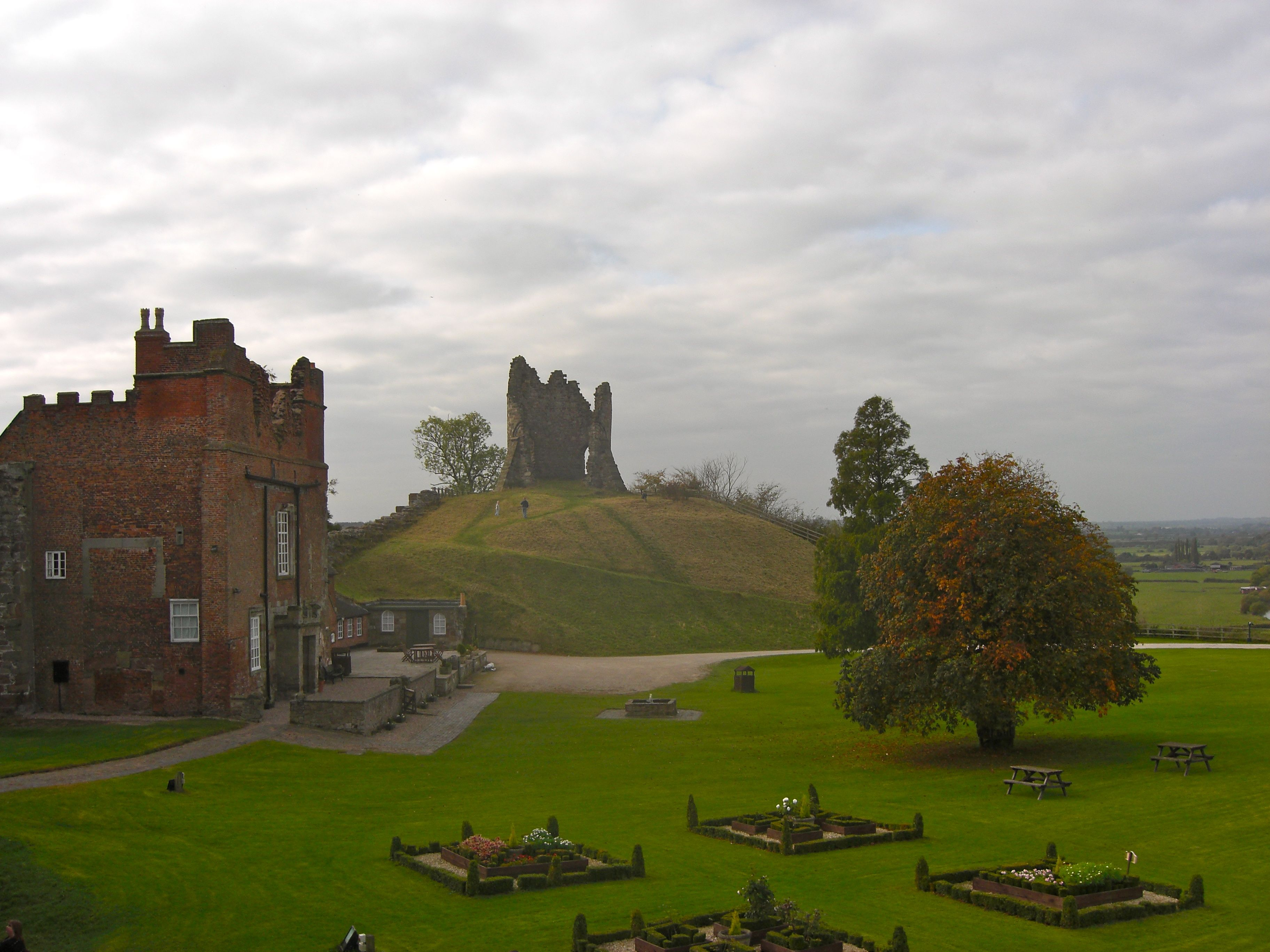
Tutbury Castle von der östlichen Mauer aus

Tutbury Castle ist eine Burgruine im Dorf Tutbury in der englischen Grafschaft Staffordshire. In der Burg hielten sich z. B. Eleonore von Aquitanien und auch Maria Stuart, die Gefangene war, auf. Heute gehört die Ruine dem Herzogtum Lancaster, gilt als Scheduled Monument und English Heritage hat sie als historisches Bauwerk I. Grades gelistet.

## Frühe Geschichte

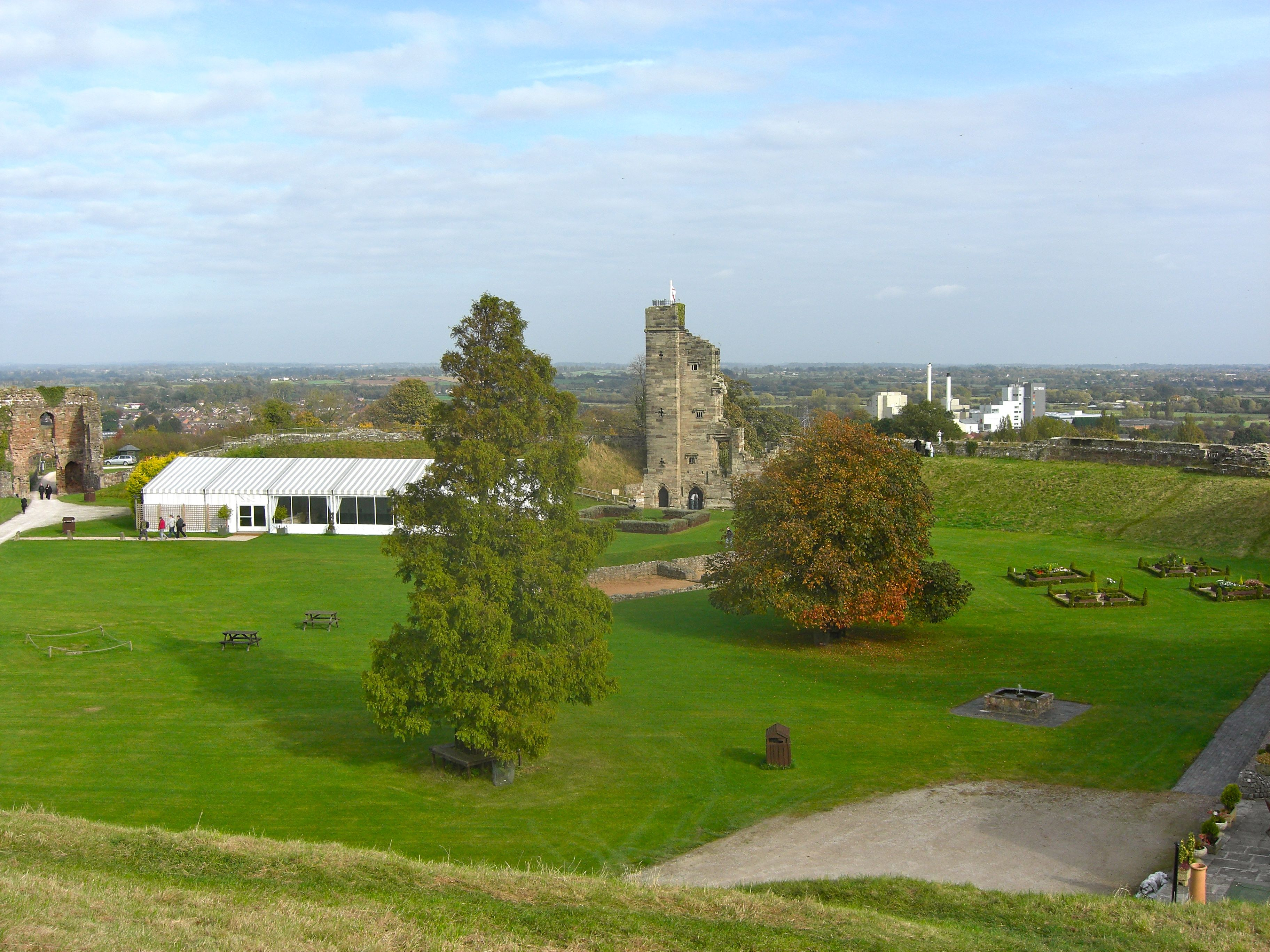
Der Nordturm von Tutbury Castle von Südwesten

Tutbury Castle wurde zum Hauptquartier von Henry de Ferrers und war das Zentrum der Harde Appletree, die auch Duffield Frith umfasste. Mit seiner Gattin Bertha zusammen stattete De Ferrers um 1080 die Tutbury Priory mit zwei Grundherrschaften aus. Es scheint, das die Tutbury Abbey damals eine Dependance der normannischen Abtei St. Pierre-sur-Dives war.
1264, nach der Rebellion von Robert de Ferrers, 6. Earl of Derby, wurde die Burg von den Truppen Eduards I. zerstört. 1269 wurden die Ländereien nach einer weiteren Rebellion an Edmund Crouchback, 1. Earl of Lancaster, vergeben und blieben seither beim Herzogtum Lancaster.
Mit Ausnahme der Kapelle aus dem 12. Jahrhundert stammen die Ruinen aus dem 14. und 15. Jahrhundert, als die Burg wieder aufgebaut wurde.
1999 wurde Lesley Smith Kuratorin der Burg, die sie vom Herzogtum Lancaster pachtete.

## Maria Stuart auf Tutbury Castle
Im Juni 1568 war Maria Stuart nach ihrer Flucht aus Schottland infolge ihrer Niederlage in der Schlacht von Longside auf Carlisle Castle, und der englische Staatsrat beschloss ihre Unterbringung entweder auf Nottingham Castle, Fotheringhay Castle oder Tutbury Castle, sodass sie weiter von der schottischen Grenze und von Yorkshire entfernt war. Im Januar 1569 brachte man die schottische Königin von Bolton Castle aus zunächst nach Ripon, in dessen Nähe sie eine Nacht verbrachte und dann nach Wetherby, wo sie eine Nacht bei John Vavasour auf Hazlewood Castle verbrachte und dann weiter auf Pontefract Castle, nach Rotherham, nach Chesterfield und zum Wingfield Manor. George Talbot, 6. Earl of Shrewsbury, erhielt detaillierte Anweisungen zur Bewachung von Maria Stuart, die ihm erlaubten, sie von Zeit zu Zeit in Sheffield unterzubringen, was sie bevorzugte. Auch wurde ihm aufgetragen, was er ihr in Bezug auf ihre politische Lage sagen sollte.

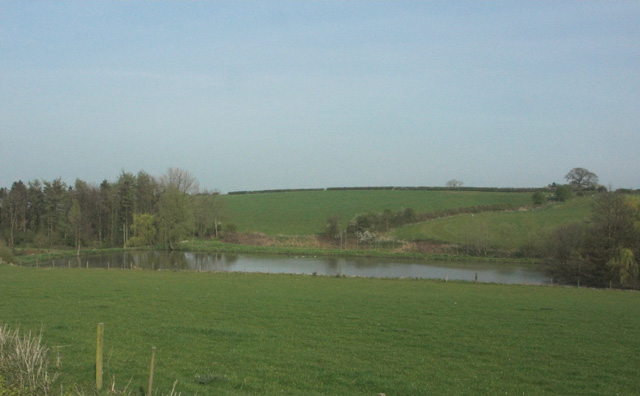
Im Juli 1585 erlaubte man Maria Stuart einen Ausflug nach ‘’Stockley Park’’, um ihren Greyhound auszuprobieren.

Bildwirkereien, Möbel und Bettzeug wurden von der königlichen Garderobe im Tower of London zur Ausstattung von Tutbury Castle gesandt, aber wegen der durch schlechtes Wetter verursachten Verzögerungen bat man Bess of Hardwick, ihre Sachen aus Sheffield zu schicken. So war das Haus des Earls in Sheffield praktisch leer und Maria Stuart musste sich auf Tutbury Castle begeben. Sie kam dort am 4. Februar 1569 an. Sie bemerkte, dass die Burg wie ein Jagdschloss war, mit ihrer Einfriedung auf einem kleinen Hügel, der an den Bois de Vincennes erinnerte, und beschwerte sich über die Feuchtigkeit, den nassen Putz und die schlecht passenden, zugigen Fenster und Türen. Die British Library hat eine Skizze ihrer Räumlichkeiten auf Tutbury Castle.
Im März beschrieb der Earl of Shrewsbury, wie Maria Stuart mit Bess, Countess of Shrewsbury, zusammen mit Lady Livingston und Mary Seaton in der Schlafkammer der Countess auf Tutbury Castle saß und an Stickereien arbeitete. Im April zog sie in das Wingfield Manor um.  Maria Stuart wurde im September mit verstärkter Bewachung und reduziertem Haushalt auf Tutbury Castle zurückgebracht. Im November 1569 wurde sie nach dem katholischen Rising of the North schnell nach Süden nach Coventry gebracht, wo sie in einem Gasthaus untergebracht war. Am Heiligen Abend sandte Königin Elisabeth die Anweisung, sie auf Tutbury Castle zurückzubringen. Die „pauvre prisonnière“ (dt.: arme Gefangene), wie sie sich selbst beschrieb, war am 2. Januar 1570 zurück auf Tutbury Castle. Im Mai 1570 wurde Maria Stuart nach Chatsworth House gesandt.
Im Januar 1585 kam sie über Wingfield Manor erneut auf Tutbury Castle zurück. Auf dem Weg dorthin verbrachte sie eine Nacht in Derby im Haus der verwitweten Mrs Beaumont. Ihre Wächter Ralph Sadler und John Somer wurden dazu angehalten, für ausreichende Behänge für Maria Stuarts Schlafkammer zu sorgen. Die Behänge, die von Lord Pagets nahegelegenem Haus in Burton-upon-Trent und von Beaudesert Hall gebracht wurden, waren unbefriedigend. Die Schlafkammer der Königin lag im oberen Teil einer Wohnung (direkt unter dem Dach), die gegen die Burgmauern gebaut war. Dieser Raum war aus Holz gebaut und hatte keine Fenster durch die Burgmauer; seine beiden Fenster schauten auf den Burghof.
Mary Stuart hatte auch einen Billardtisch. Ralph Sadler nahm sie manchmal mit auf die Falkenjagd am River Dove, nur 5 Kilometer von der Burg entfernt, mit einer Bewachung von 40 oder 50 Berittenen. Elisabeth I. missbilligte diese Praxis und verbot sie. Am 19. April 1585 wurde Maria Stuart unter die Bewachung von Amyas Paulet gestellt, der ihr Staatstuch von dem Raum, wo er aß, abnahm und Marias Diener daran hinderte, den Mauerumgang in der Nähe des Tores zu nutzen. Paulet beschnitt auch ihre gemeinnützigen Aktivitäten in der Stadt und entwaffnete ihre schottischen Diener, von denen viele Pistolen hatten.
Im Juli wurde Maria Stuart erlaubt, mit ihrem Greyhound im Stockley Park bei Anslow Rehe zu jagen. Im August hatte Maria Angst davor, vorübergehend in ein anderes Haus zu ziehen, damit ihre Wohnräume gekehrt und gereinigt werden konnten. Maria führte aus, dass der Earl of Shrewsbury seiner Routine folgte. Aber Lord Pagets nahegelegene Häuser und das Haus von Mr Henry Cavendish (Sohn des Höflings William Cavendish) in Doveridge waren nicht geeignet, alle ihre Diener aufzunehmen. Paulet überlegte, ihre Wohnung abändern zu lassen oder die Königin einen anderen Teil des Teils der Burg nutzen zu lassen, den er nutzte. Die Sicherheitsaspekte für diese andere Wohnung, in der Maria Stuart 1569 geweilt hatte, waren schwierig. Sie hatte zwei Schlafräume acht Meter über Grund mit Fenstern, die über den Graben in Richtung des Dorfes Tutbury schauten. Die Fenster und ein „House of Office“, eine Latrine, hätten eine Flucht ermöglichen können. Am Heiligen Abend 1585 zog sie schließlich auf Chartley Castle um.

## Geister
Unter den Geistern, die man in der Burgruine gesehen haben will, sind auch der eines Soldaten auf den Wällen, eine Weiße Frau in einem Fenster des Turms und Maria Stuart. Eine Reihe von Besuchern der königlichen Schlafkammer gaben an, von einem Schwächeanfall überkommen worden zu sein; der Raum wurde danach einige Zeit für die Öffentlichkeit geschlossen, wurde aber inzwischen wieder geöffnet. In der Burgruine gibt es sowohl private als auch öffentliche Geisterjagden.